# Eyemouth
Eyemouth (in scozzese Hymooth; gaelico scozzese Inbhir Eighe) è un burgh ed una parrocchia civile scozzese, sita nel Berwickshire (Scottish Borders).

## Galleria d'immagini

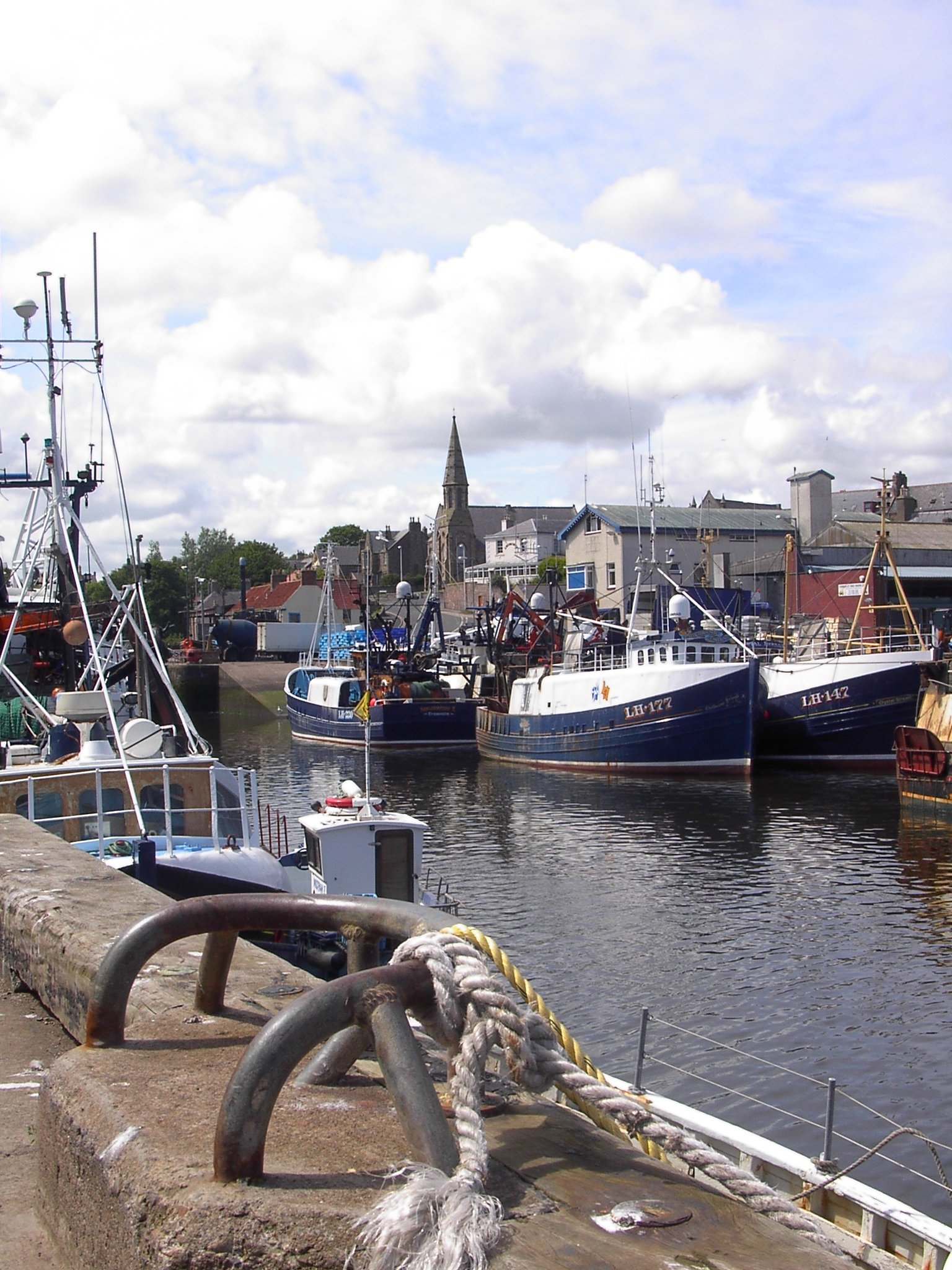
Dettaglio del porto
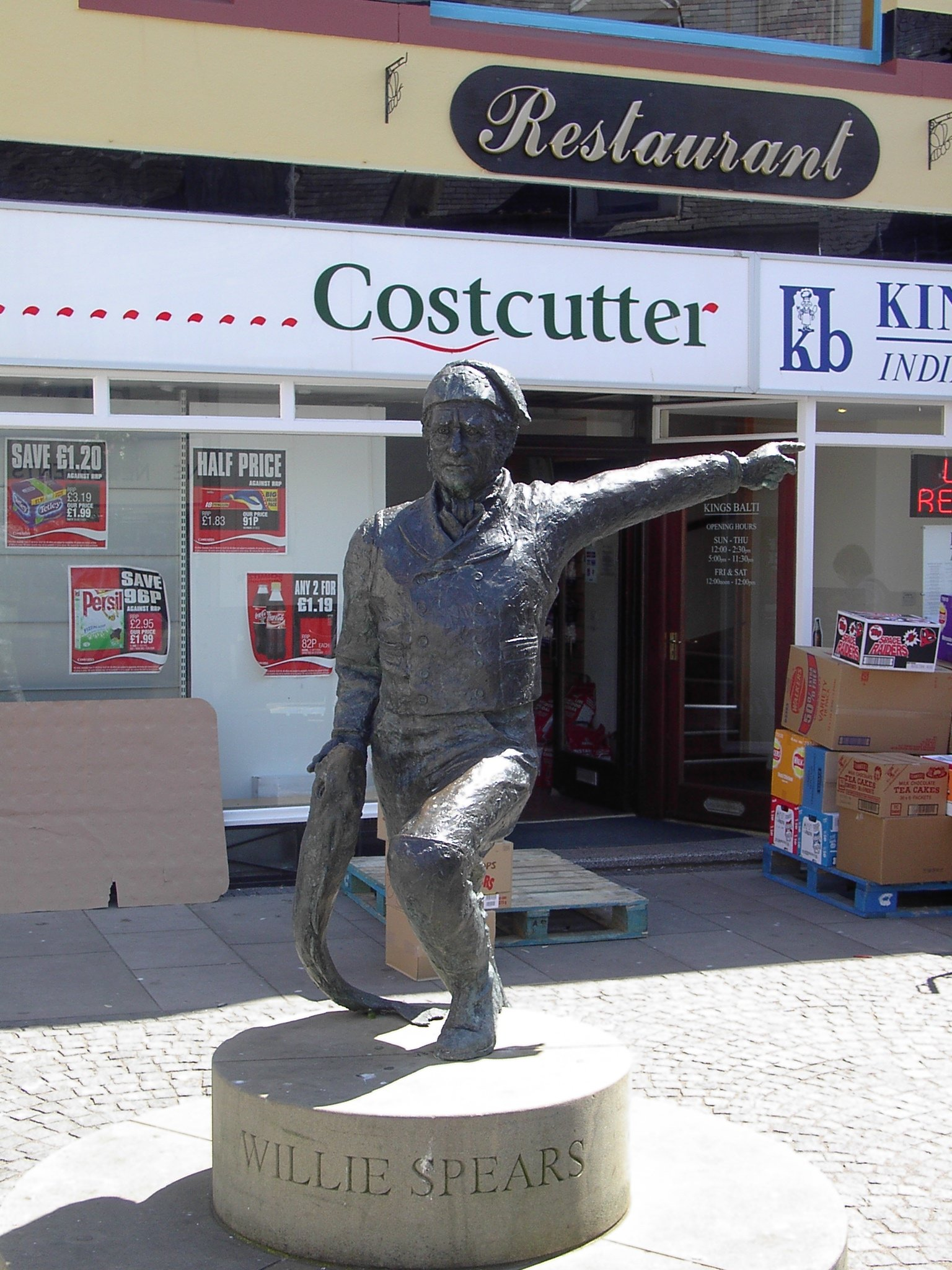
Statua di William Spears
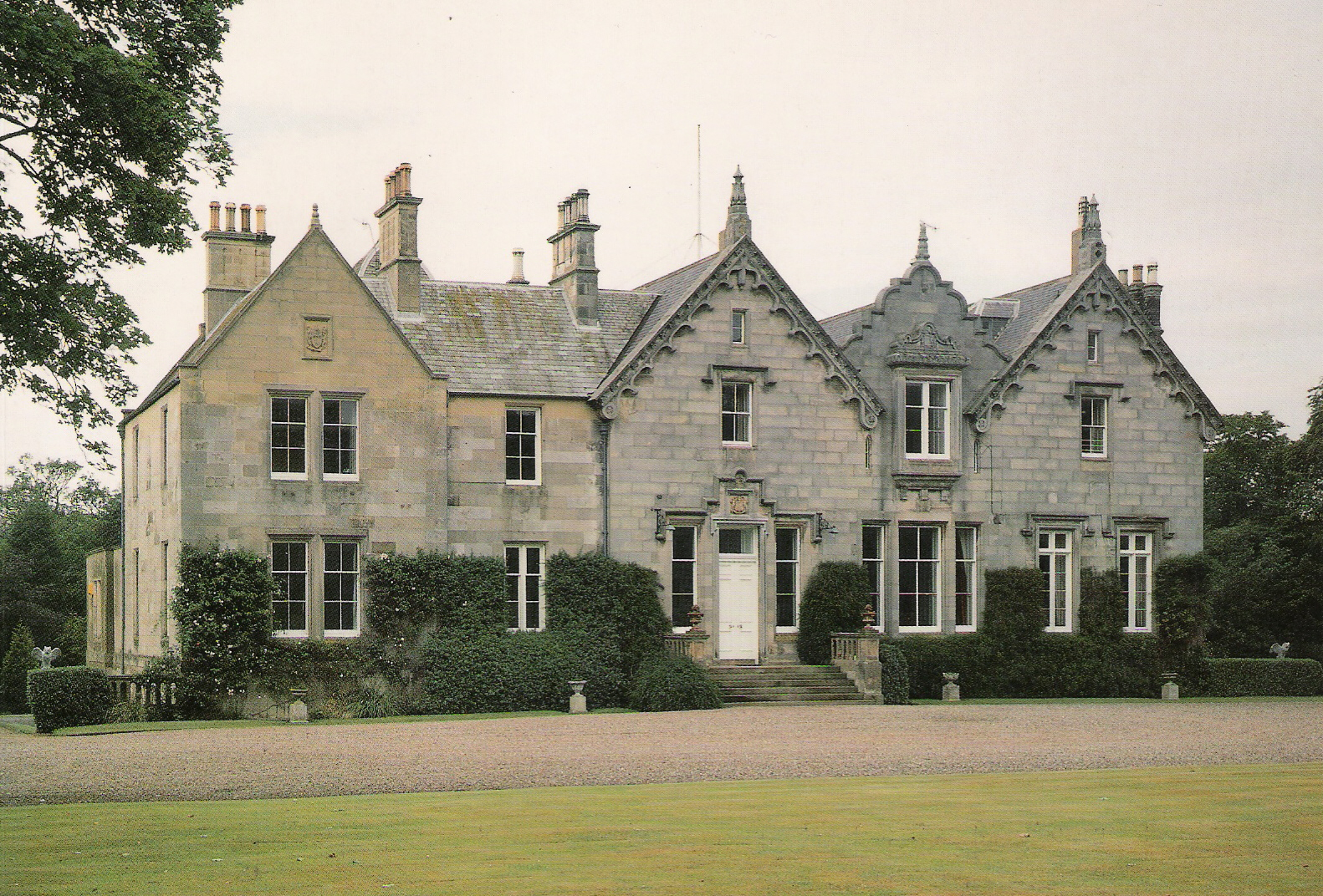
Netherbyres House